# فلک‌الدین
فلک‌الدین) همراه (قلعه نو فلک‌الدین) یکی از محله های شهر بروجرد در استان لرستان است که به شهرک بهارستان نیز معروف هستند. این محله در جنوب شهر بروجرد واقع شده است.
فلک الدین دارای چهار خیابان اصلی و یک میدان میباشد قلعه نو نیز دارای یک خیابان اصلی میباشد
این شهرک بعد از شهرک شهید کشوری بروجرد(ونستان) دومین محله اغماری به شهر بروجرد میباشد که با ساخت بیمارستان امام رضا به شهر بروجرد متصل خواهد شد.

## جمعیت
بنابر سرشماری مرکز آمار ایران، جمعیت قلعه نو و  فلک‌الدین (شهرک بهارستان) در سال ۱۳۸۵ برابر با 1200 نفر بوده‌است که از این میان ۱۲۴۸ نفر مرد و بقیه زن بوده‌اند. ۷۹٪ ساکنان این روستا باسوادند. فلک‌الدین 540 خانوار دارد.